# Gemeinde Kotscherinowo

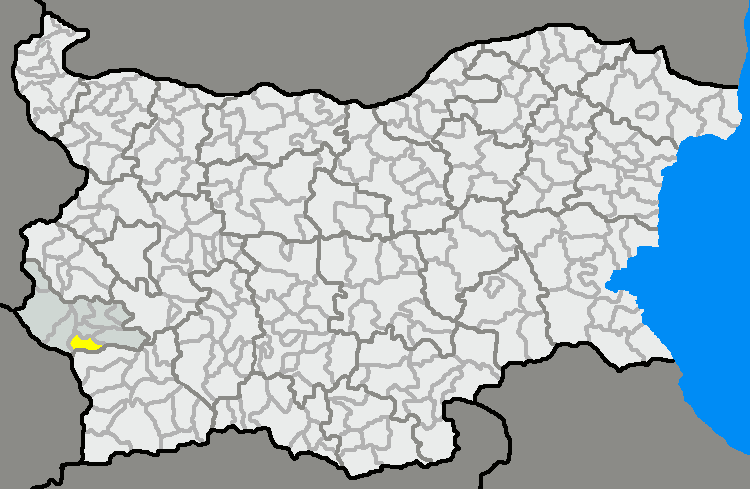
Gemeinde Kotscherinowo

Die Gemeinde Kotscherinowo (bulgarisch Община Кочериново) liegt in Westbulgarien, in der Oblast Kjustendil. Es gibt 11 Ortschaften in der Gemeinde mit einer Gesamtbevölkerungszahl von 5214 Einwohnern (Stand: 2011).

## Ortschaften
Ortschaften in der Gemeinde Kotscherinowo:
- Barakowo
- Borowez (Oblast Kjustendil)
- Buranowo
- Dragodan
- Frolosch
- Kotscherinowo
- Krumowo
- Mursalewo
- Porominowo
- Stob
- Zarwischte